# Бердяев, Михаил Николаевич
Михаи́л Никола́евич Бердя́ев (1792, Тульская губерния — 7 [19] июля 1861, Киев) — генерал-лейтенант русской императорской армии; участник Отечественной войны 1812 года, начальник штаба Войска Донского (1835—1839); дед философа Н. А. Бердяева.

## Биография
Родился в 1792 году. Происходил из дворян Харьковской губернии (6-я часть дворянской родословной книги) — сын генерал-поручика русской армии, екатеринославского военного и гражданского губернатора, Николая Михайловича Бердяева.
С 3 декабря 1809 года — юнкер Кавалергардского полка; в 1810 году был произведён в эстандарт-юнкера, 29 ноября 1811 года — в корнеты.
При выступлении полка во время Отечественной войны 1812 года, оставлен при оставшейся команде в Санкт-Петербурге.
В 1813 году был произведён в поручики. В мае 1813 года находясь в резервном эскадроне поручика Н. С. Беклешова, присоединился к полку, а 17 и 18 августа участвовал в сражении под Кульмом, за что был награждён орденом Св. Георгия 4-го класса; в сентябре 1812 года был произведён в штабс-ротмистры. В 1814 году участвовал в сражении при Фер-Шампенуазе (Франция) и был награждён орденом Св. Владимира 4-й степени с бантом.
В 1816 году получил Высочайшее Благоволение и 500 рублей за «привод искупленного ремонта» и в этом же году был произведён в ротмистры; через три дня после этого переименован в подполковники, с оставлением в полку.
С переводом в Лифляндский конно-егерский полк 15 сентября 1819 года был произведён в полковники и 19 февраля [[1820 года назначен командиром Арзамасского конно-егерского полка, которым командовал более 8 лет. За это время ему несколько раз было объявлено Высочайшее Благоволение.
10 мая 1828 года был произведен в генерал-майоры, с назначением командиром 2-й бригады 3-й Уланской дивизии, к которой он прибыл 1 сентября 1829 года. В 1830 году неоднократно удостаивался Высочайшего Благоволения, в том числе за усердие при устройстве округов военного поселения 3-й Уланской дивизии, был награждён также орденом Св. Владимира 3-й степени.
Принимал участие в подавлении Польского восстания 1830 года.
В феврале 1834 года был прикомандирован к Министерству внутренних дел.
В августе 1835 года назначен начальником штаба войска Донского. В 1837 году произведён в генерал-лейтенанты.
Был уволен со службы по состоянию здоровья 11 декабря 1839 года — с правом ношения мундира и пенсией.
Скончался 7 (19) июля 1861 года в Киеве; погребён в Свято-Воскресенской церкви Обухова, которую построил его отец Николай Михайлович в 1816 году.

## Награды
- Орден святого Георгия 4 класса (1813)
- Орден святого Владимира 4 степени с бантом (1814)
- Орден святого Владимира 3 степени (1830)

## Семья
Жена — Елена Николаевна, дочь подполковника Николая Дмитриевича Бахметева . Их дети:
- Сын — Николай (1833—?),
- Сын — Александр (1837—1916), женат на Алине Сергеевне, урождённой княжне Кудашевой (1838—1912). У них сыновья: Сергей (1860—1914),  поэт и Николай (1874—1948), философ.
- Дочь — София (1838—?), замужем за штабс-ротмистром Отдельного корпуса жандармов Густавом фон Гейкингом.